# 豊橋都市圏
豊橋都市圏（とよはしとしけん）とは、愛知県豊橋市を中心とする都市圏のこと。豊橋ナンバー地域（東三河）と一部ずれているが重なる地域が多い。域内総生産は約2兆7213億円。

## 定義
一般的な都市圏の定義については都市圏を参照のこと。

### 「10% 都市圏」（通勤圏）

豊橋都市圏（都市雇用圏）の範囲

豊橋市を中心とする都市雇用圏の2015年の人口は約67万人（2015年国勢調査基準）であり、愛知県内では約687万人の名古屋都市圏に次ぐ県下第2位の規模でありその次に豊田都市圏約48万人がつづく。
中心DID（人口集中地区）人口は26万5822人（2015年）。
都市雇用圏（10% 通勤圏）の変遷
- 10% 通勤圏に入っていない自治体は、各統計年の欄で灰色かつ「-」で示す。

| 県     | 自治体 ('80) | 1980年                 | 1990年                 | 1995年                 | 2000年                 | 2005年                 | 2010年                 | 2015年                   | 自治体 （現在） |
| ------ | ------------ | ---------------------- | ---------------------- | ---------------------- | ---------------------- | ---------------------- | ---------------------- | ------------------------ | --------------- |
| 静岡県 | 新居町       | 浜松 都市圏            | 湖西 都市圏 5万9926人  | 豊橋 都市圏 62万1804人 | 豊橋 都市圏 64万4784人 | 浜松 都市圏            | 浜松 都市圏            | 浜松 都市圏              | 湖西市          |
| 静岡県 | 湖西市       |                        | 湖西 都市圏 5万9926人  | 豊橋 都市圏 62万1804人 | 豊橋 都市圏 64万4784人 | 浜松 都市圏            | 浜松 都市圏            | 浜松 都市圏              | 湖西市          |
| 愛知県 | 豊橋市       | 豊橋 都市圏 54万0880人 | 豊橋 都市圏 54万0840人 | 豊橋 都市圏 62万1804人 | 豊橋 都市圏 64万4784人 | 豊橋 都市圏 62万0313人 | 豊橋 都市圏 67万6333人 | 豊橋 都市圏 67万0144人   | 豊橋市          |
| 愛知県 | 豊川市       | 豊橋 都市圏 54万0880人 | 豊橋 都市圏 54万0840人 | 豊橋 都市圏 62万1804人 | 豊橋 都市圏 64万4784人 | 豊橋 都市圏 62万0313人 | 豊橋 都市圏 67万6333人 | 豊橋 都市圏 67万0144人   | 豊川市          |
| 愛知県 | 一宮町       | 豊橋 都市圏 54万0880人 | 豊橋 都市圏 54万0840人 | 豊橋 都市圏 62万1804人 | 豊橋 都市圏 64万4784人 | 豊橋 都市圏 62万0313人 | 豊橋 都市圏 67万6333人 | 豊橋 都市圏 67万0144人   | 豊川市          |
| 愛知県 | 音羽町       | 豊橋 都市圏 54万0880人 | 豊橋 都市圏 54万0840人 | 豊橋 都市圏 62万1804人 | 豊橋 都市圏 64万4784人 | 豊橋 都市圏 62万0313人 | 豊橋 都市圏 67万6333人 | 豊橋 都市圏 67万0144人   | 豊川市          |
| 愛知県 | 御津町       | 豊橋 都市圏 54万0880人 | 豊橋 都市圏 54万0840人 | 豊橋 都市圏 62万1804人 | 豊橋 都市圏 64万4784人 | 豊橋 都市圏 62万0313人 | 豊橋 都市圏 67万6333人 | 豊橋 都市圏 67万0144人   | 豊川市          |
| 愛知県 | 小坂井町     | 豊橋 都市圏 54万0880人 | 豊橋 都市圏 54万0840人 | 豊橋 都市圏 62万1804人 | 豊橋 都市圏 64万4784人 | 豊橋 都市圏 62万0313人 | 豊橋 都市圏 67万6333人 | 豊橋 都市圏 67万0144人   | 豊川市          |
| 愛知県 | 田原町       | 豊橋 都市圏 54万0880人 | 豊橋 都市圏 54万0840人 | 豊橋 都市圏 62万1804人 | 豊橋 都市圏 64万4784人 | 豊橋 都市圏 62万0313人 | 豊橋 都市圏 67万6333人 | 豊橋 都市圏 67万0144人   | 田原市          |
| 愛知県 | 赤羽根町     | -                      | -                      | -                      | 豊橋 都市圏 64万4784人 | 豊橋 都市圏 62万0313人 | 豊橋 都市圏 67万6333人 | 豊橋 都市圏 67万0144人   | 田原市          |
| 愛知県 | 渥美町       | -                      | -                      | -                      | -                      | 豊橋 都市圏 62万0313人 | 豊橋 都市圏 67万6333人 | 豊橋 都市圏 67万0144人   | 田原市          |
| 愛知県 | 新城市       | 豊橋 都市圏            | -                      | -                      | -                      | -                      | 豊橋 都市圏 67万6333人 | 豊橋 都市圏 67万0144人   | 新城市          |
| 愛知県 | 鳳来町       | 豊橋 都市圏            | -                      | -                      | -                      | -                      | 豊橋 都市圏 67万6333人 | 豊橋 都市圏 67万0144人   | 新城市          |
| 愛知県 | 作手村       | -                      | -                      | -                      | -                      | -                      | 豊橋 都市圏 67万6333人 | 豊橋 都市圏 67万0144人   | 新城市          |
| 愛知県 | 東栄町       | -                      | -                      | -                      | -                      | -                      | 豊橋 都市圏 67万6333人 | 豊橋 都市圏 67万0144人   | 東栄町          |
| 愛知県 | 蒲郡市       | 蒲郡 都市圏 9万8878人  | 蒲郡 都市圏 8万4766人  | 蒲郡 都市圏 8万3730人  | 蒲郡 都市圏 9万5066人  | 蒲郡 都市圏 8万2108人  | 蒲郡 都市圏 8万2249人  | 蒲郡 都市圏 8万1100人    | 蒲郡市          |
| 愛知県 | 幡豆町       | 蒲郡 都市圏 9万8878人  | -                      | 西尾 都市圏            | 蒲郡 都市圏 9万5066人  | 西尾 都市圏            | 西尾 都市圏            | 名古屋 都市圏687万1632人 | 西尾市          |

- 2003年8月20日：田原町が赤羽根町を編入し、市制施行して田原市となった。
- 2005年10月1日：田原市が渥美町を編入した。
- 2005年10月1日：新城市、鳳来町、作手村が合併し、新城市となった。
- 2006年2月1日：豊川市が一宮町を編入した。
- 2008年1月15日：豊川市が音羽町、御津町を編入した。
- 2010年2月1日：豊川市が小坂井町を編入した。
- 2010年3月23日：湖西市が新居町を編入した。
- 2011年4月1日：西尾市が幡豆町など幡豆郡3町を編入。

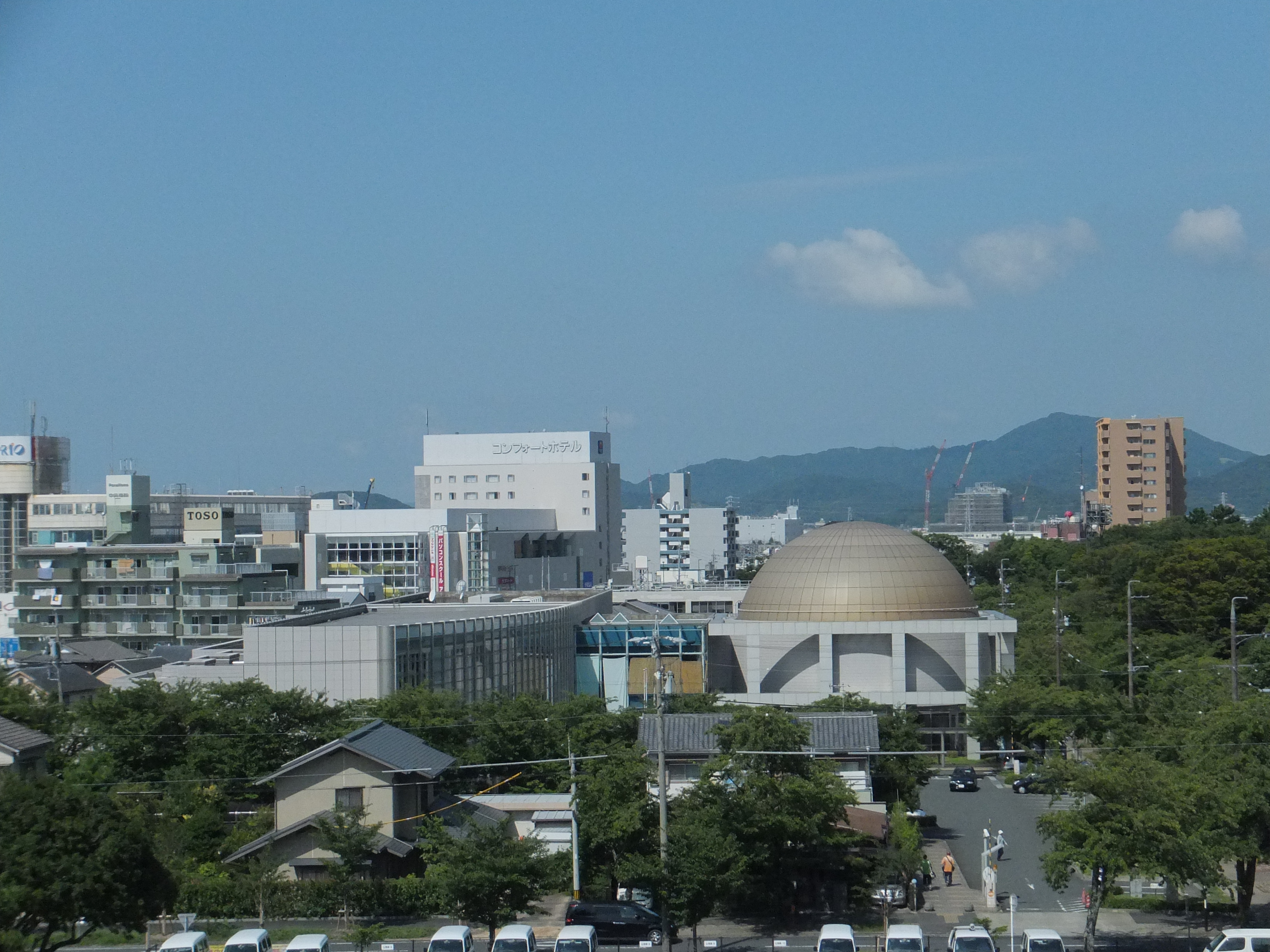
豊川市
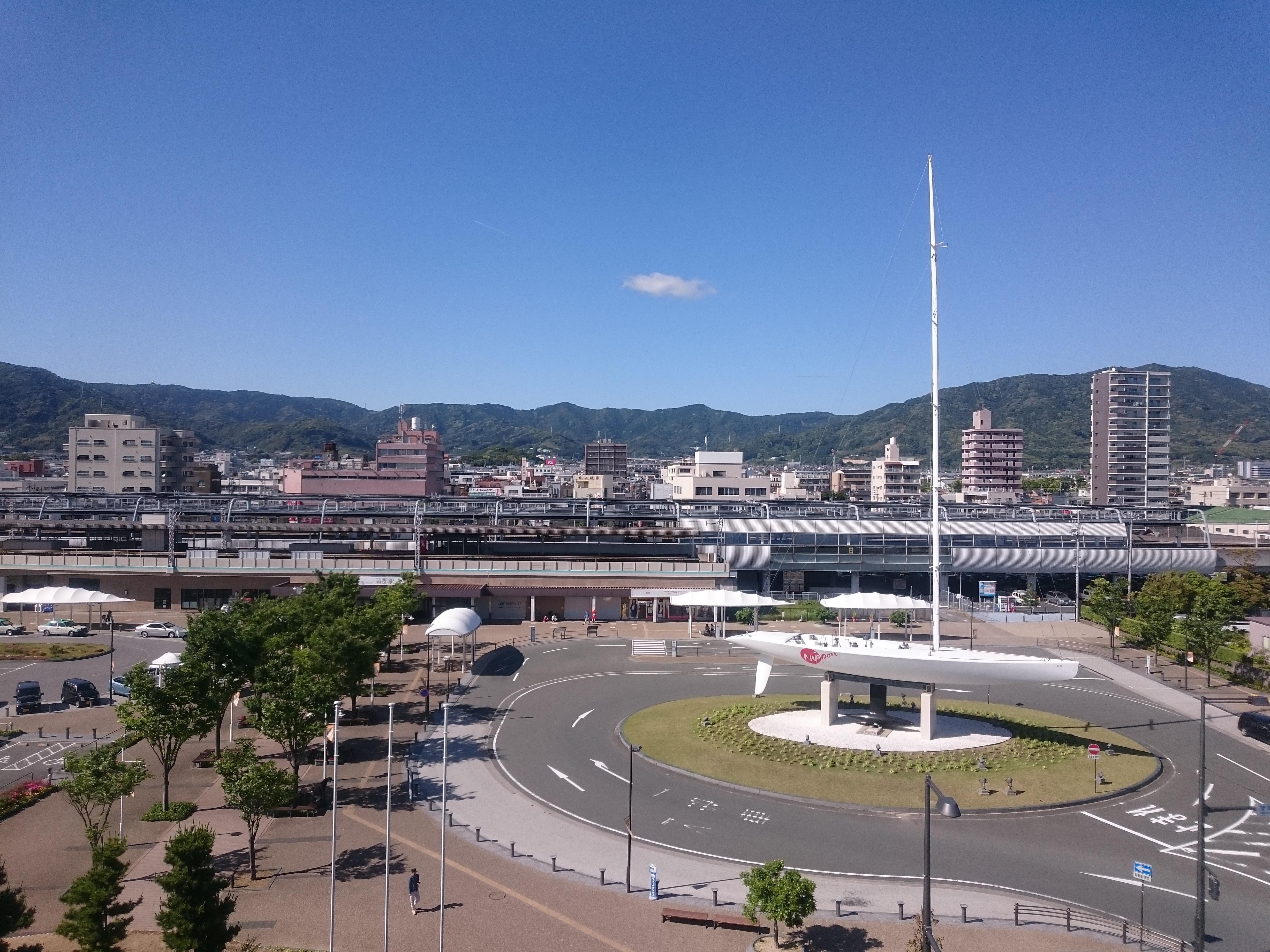
蒲郡市
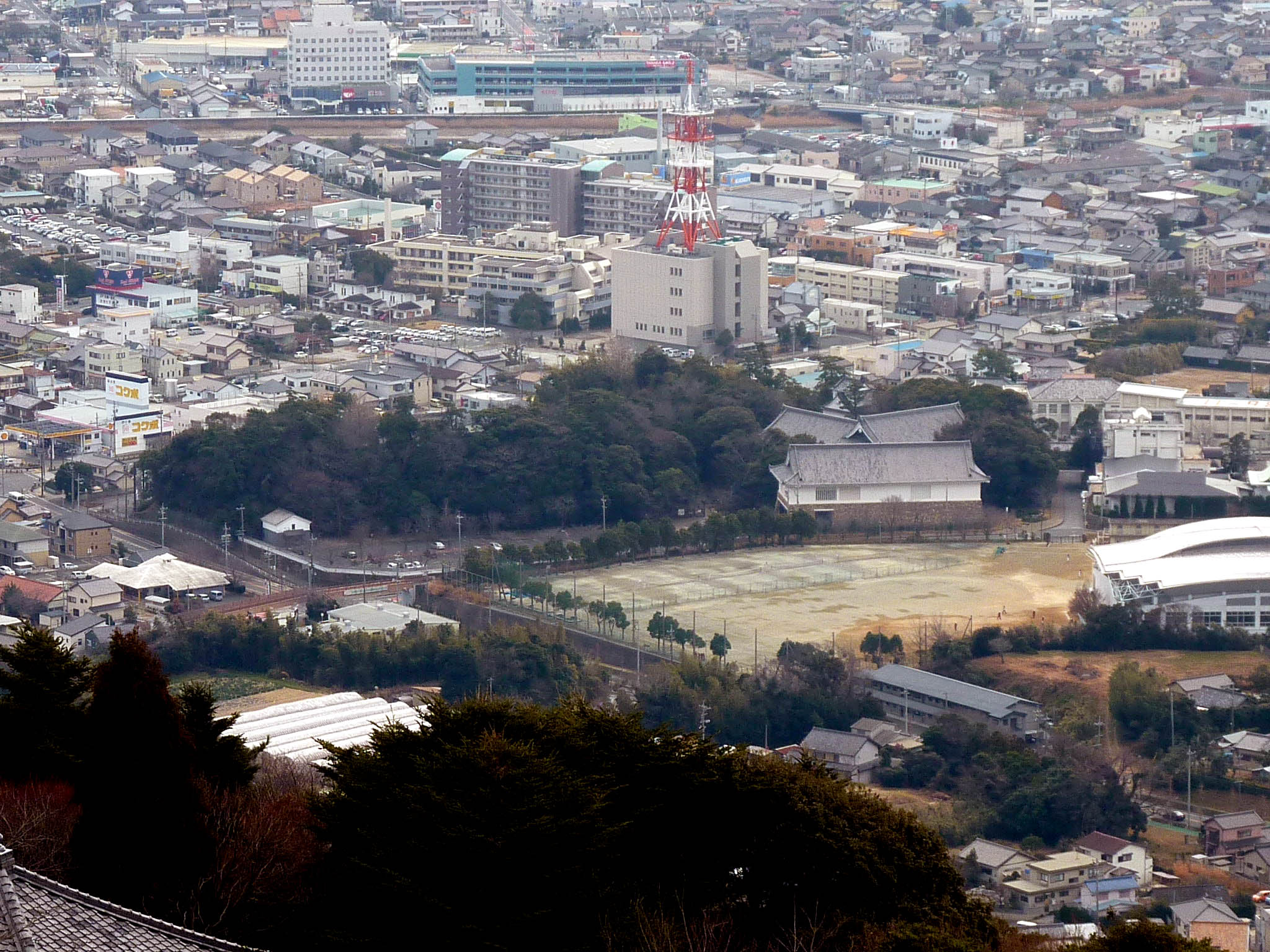
田原市
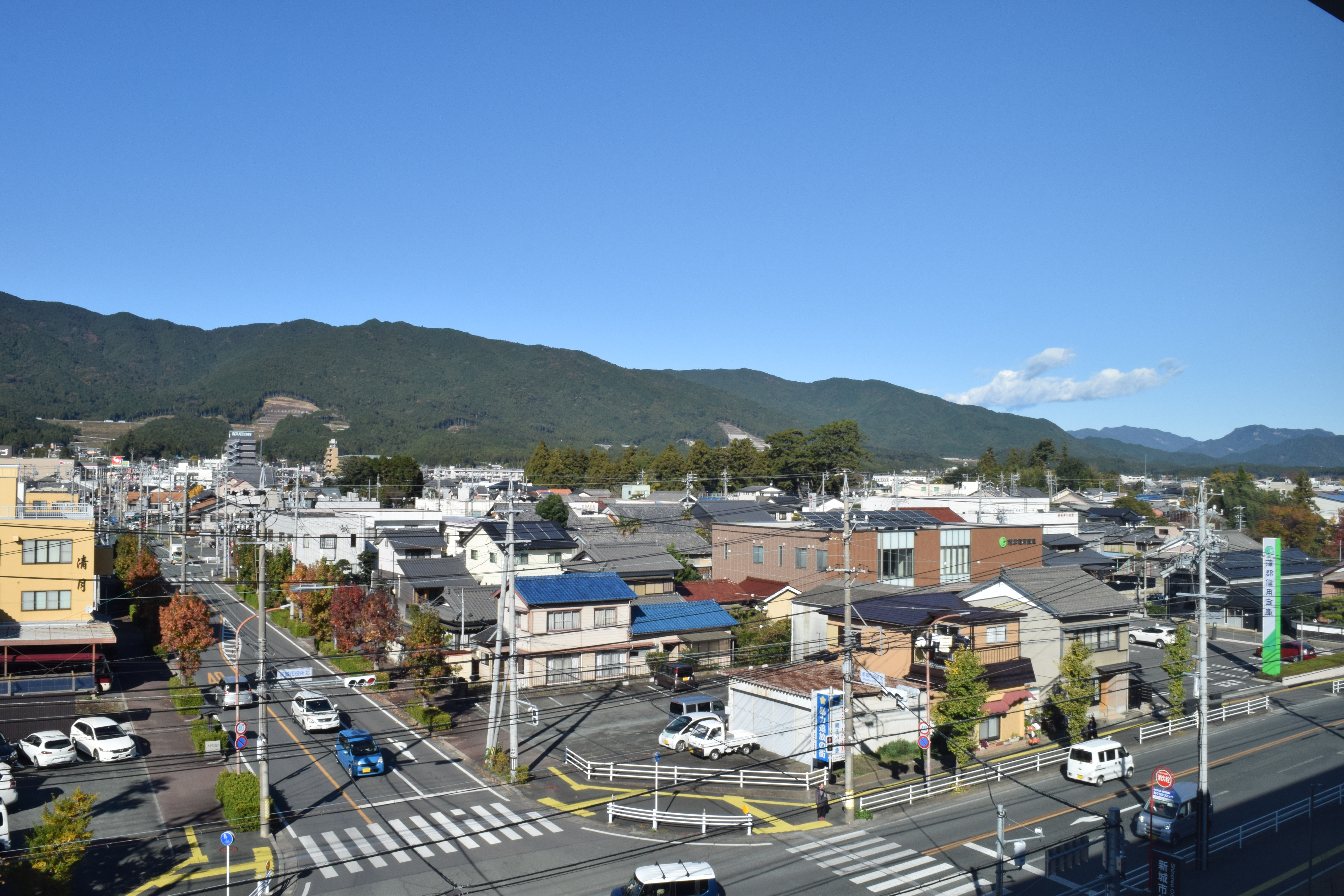
新城市
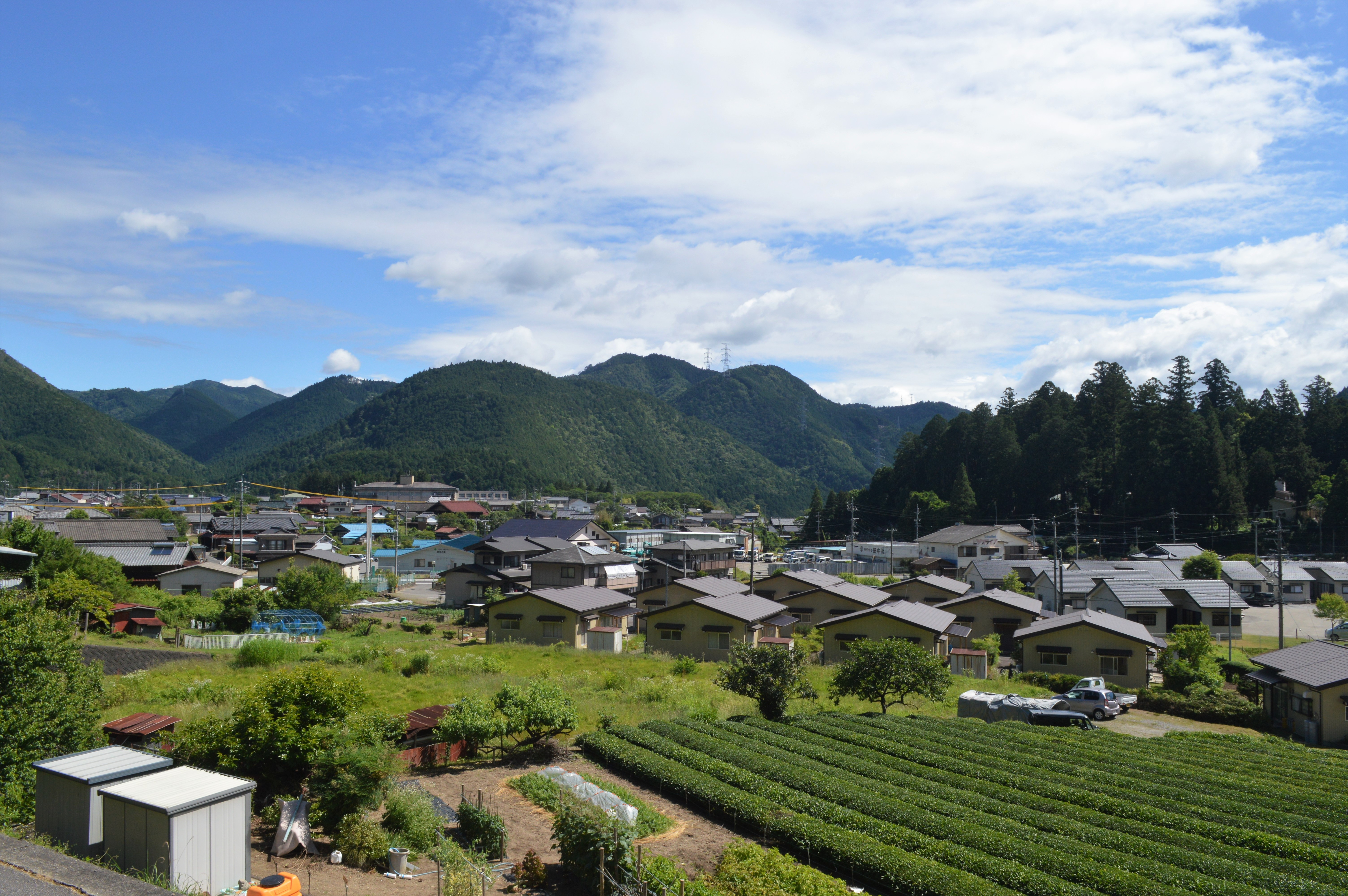
東栄町